# Де Греф, Артур (теннисист)
Артур Де Греф (нидерл. Arthur De Greef; род. 27 марта 1992, Уккел) — бельгийский профессиональный теннисист. Его лучшая позиция в индивидуальном рейтинге ATP номер 211 (достиг 10 июня в 2013 г.) в парном 597 (достиг 4 марта в 2013 г.) .

## Карьера

#### 2009—2011
На профессиональном уровне дебютировал в 2009 году. Провел одну встречу, в которой уступил. Следующее возвращение на профессиональный уровень было уже 2011 году, в котором бельгиец сыграл 7 матчей, в 5 из которых он оказался победителем.

#### 2012
В 2012 года в одиночном разряде провел 41 встречу. Артур выиграл 23 из них, что позволило ему подняться на 302 строчку мирового рейтинга. Также в этом году Де Грефу наконец удалось выиграть свой первый титул в профессиональной карьере, правда случилось это в парном разряде. В апреле, на грунтовом фьючерсе в Великобритании Де Греф и Джером Инсирельо обыграли в финале Киллана Окли и Мэтью Шорта со счётом 2-1 (3-6 6-1 10-8).

#### 2013
В 2013 году Артур Де Греф выиграл свой первый турнир серии Futures. На американском фьючерсе в финале бельгиец сумел одержать победу над американцем Бьорном Фратанджело со счётом 2-0 (6-3 6-2).

#### 2016
В августе 2016 года Артур выигрывает чешский челленджер в городе Либерец. В финале он обыграл своего соотечественника, теннисиста из Бельгии Стива Дарсиса со счётом 2-0 (7-6 6-3).
На его счету десять титулов на турнирах уровня ITF Futures и три — на ATP Challenger. В 2015 году впервые сыграл в рамках ATP-тура и сразу вышел во второй круг Гран-при Хасана II, обыграв Диего Шварцмaна. На соревнованиях серии Grand Slam наивысшим достижением Де Грефа является первый круг French Open в 2017 году, где бельгиец уверенно прошёл квалификацию, но уступил в первом матче основного розыгрыша хозяину корта Ришару Гаске в 4-х партиях (2:6, 6:3, 6:1, 6:3).
В феврале 2017 году Артур впервые сыграл за сборную Бельгии в рамках 1/8 финала Кубка Дэвиса против немцев.

## Рейтинг на конец года
| Год  | Одиночный рейтинг | Парный рейтинг |
| 2016 | 135               | 791            |
| 2015 | 264               |                |
| 2014 | 240               |                |
| 2013 | 326               | 924            |
| 2012 | 317               | 718            |
| 2011 | 551               |                |
| 2010 | 930               |                |
| 2009 | 838               |                |